# Вулкански лук
Вулкански лук је ланац вулкана који су, гледано одозго, позиционирани лучно у односу на субдукциону зону. Вулкани који се налазе на океану или мору, формирају вулканске острвске лукове. У општем случају, њихов настанак последица је субдукције океанске тектонске плоче под другу океанску или континенталну плочу, и обично су паралелни океанском рову. Океанска плоча је засићена водом, а волатили као што је вода драстично смањују тачку парцијалног стапања мантла. У току субдукције океанске плоче, она је, са повећањем дубине, изложена све већем притиску, који може да истисне воду која долази у директан контакт са мантлом. На том контакту долази до парцијалног стапања мантла и формирања магме која почиње да се креће на више и тако формира ланац вулкана, генерално паралелан зони субдукције.
Постоје две врсте вулканских лукова:
- океански лукови се формирају у случају субдукције океанске плоче под другу океанску плочу (али нису сви острвски лукови вулкански);
- континентални лукови се формирају када се океанска плоча субдукује под континенталну плочу, приликом чега се формира лучни планински ланац (али нису сви планински ланци формирани на овај начин).

Вулканске лукове не треба мешати са вулканским ланцима изнад врућих тачака, где се вулкани формирају један за другим на средини тектонске плоче, тако што се плоча креће изнад вруће тачке, која мирује. Хавајска острва формирају типичан вулкански ланац - старија острва на северозападу су мања и нижа (еродована), док су скорије формирана острва, међу којима и сами Хаваји, виша.